# Saison 20 de Naruto Shippuden
Pour un article plus général, voir Liste des épisodes de Naruto Shippuden.
Chronologie
Saison 19 de Naruto Shippuden

## Légende des tableaux
|  | Épisodes filler (hors manga) |

Légende : Les épisodes fillers (épisodes hors série exclusifs à l'animé qui ne sont pas dans les mangas) sont surlignés en couleur.

## Saison 20
Diffusée sur TV Tokyo entre le 20 octobre 2016 et le 23 mars 2017, elle contient 21 épisodes.
| No | Titre français                                              | Titre japonais     | Titre japonais                                                    | Date de 1re diffusion |
| No | Titre français                                              | Kanji              | Rōmaji                                                            | Date de 1re diffusion |
| --- | ----------------------------------------------------------- | ------------------ | ----------------------------------------------------------------- | --------------------- |
| 480 | Naruto et Hinata                                            | NARUTO・HINATA     | Naruto - Hinata (Naruto et Hinata)                                | 20 octobre 2016       |
| [Filler] — Brèves rétrospectives sur l'enfance de Naruto, orphelin et de Hinata au sein du clan Hyûga. Note : Cet épisode débute l'arc filler des histoires courtes. |                                                             |                    |                                                                   |                       |
| 481 | Sasuke et Sakura                                            | SASUKE・SAKURA     | Sasuke - Sakura (Sasuke et Sakura)                                | 27 octobre 2016       |
| Rétrospectives sur l'enfance de Sasuke et de Sakura aux côtés de leur famille respective. |                                                             |                    |                                                                   |                       |
| 482 | Gaara et Shikamaru                                          | GAARA・SHIKAMARU   | Gaara - Shikamaru (Gaara et Shikamaru)                            | 3 novembre 2016       |
| Rétrospectives sur l'enfance de Gaara aux côtés de ses parents et de ses frères ; et sur la vie de Shikamaru durant son jeune âge. |                                                             |                    |                                                                   |                       |
| 483 | Jiraya et Kakashi                                           | JIRAIYA・KAKASHI   | Jiraiya - Kakashi (Jiraya et Kakashi)                             | 10 novembre 2016      |
| [Filler] - Rétrospectives sur le passé de Kakashi aux côtés de Lin et Obito, puis celui de Jiraya aux côtés de Tsunade et Orochimaru. Note : Cet épisode clôt l'arc filler des histoires courtes. |                                                             |                    |                                                                   |                       |
| 484 | Les Chroniques de Sasuke, 1er volet : Les bombes humaines   | 起爆人間           | Kibaku ningen (La bombe humaine)                                  | 1er décembre 2016     |
| Note : Cet épisode débute l'arc nouvel « La véritable légende de Sasuke : Lever de soleil ». |                                                             |                    |                                                                   |                       |
| 485 | Les Chroniques de Sasuke, 2e volet : Le Colisée             | コロシアム         | Koroshiamu (Colosseum)                                            | 8 décembre 2016       |
| 486 | Les Chroniques de Sasuke, 3e volet : Fûshin                 | 風心               | Fūshin (Fûshin)                                                   | 15 décembre 2016      |
| 487 | Les Chroniques de Sasuke, 4e volet : Le Ketsuryûgan         | 血龍眼             | Ketsuryūgan (Ketsuryûgan)                                         | 22 décembre 2016      |
| 488 | Les Chroniques de Sasuke, 5e volet : Le dernier homme       | 最後の一人         | Saigo no hitori (Le dernier homme)                                | 5 janvier 2017        |
| Les épisodes 484 à 488 vont ensemble. L’histoire se déroule deux ans après la 4e grande guerre ninja. Des ninjas de différents villages disparaissent sans explication, mais attaquent Konoha sous forme de bombes humaines. Afin de résoudre ce mystère, Kakashi, devenu 6e Hokage, fait appel à Sasuke pour mener l'enquête, bien qu'il soit toujours en voyage de rédemption. Ce dernier se rend dans un village attaqué et fait la rencontre de Chino et Nowaki, deux anciens ninjas de Kiri, ainsi que d'Iô, un homme âgé qui a perdu sa fille, devenue une bombe humaine. Accompagné des deux acolytes, Sasuke poursuit l'enquête. Il rend visite à Orochimaru qui l'emmène sur une île où des combats de gladiateurs sont illégalement organisés. Ils font la rencontre d'Oyashiro, faisant partie du clan Chinoike, qui est également le père de la jeune Chino. Plus tard, Sasuke découvre que c'est bien la kunoichi du clan Chinoike qui est derrière cette histoire. Il l'affronte, gagne le combat, mais ne la tue pas, lui expliquant qu'il est toujours en vie, grâce à un ami qui l'a sauvé et avec qui il peut partager ses souffrances. Chino et Nowaki sont tous deux arrêtés et emprisonnés à Kiri, mais la Mizukage leur propose de travailler pour elle, en guise de rédemption. Le Raikage, accompagné de Darui et Shi, vient prêter main-forte au jeune Uchiwa pour arrêter toutes les personnes ayant participé, de près ou de loin, aux financements illégaux des combats de gladiateurs. Oyashiro y échappe. L'enquête étant terminée et après avoir reçu un message de Naruto, Sasuke décide de rentrer quelques jours à Konoha pour prendre du repos bien mérité. Note : Cet épisode clôt l'arc nouvel « La véritable légende de Sasuke : Lever de soleil ». |                                                             |                    |                                                                   |                       |
| 489 | Les Chroniques de Shikamaru, 1er volet : Nuages à l'Horizon | 風雲               | Fūun (État des lieux)                                             | 12 janvier 2017       |
| Note : Cet épisode débute l'arc nouvel « L'Histoire Secrète de Shikamaru - Un Nuage flottant dans une Obscurité Silencieuse ». |                                                             |                    |                                                                   |                       |
| 490 | Les Chroniques de Shikamaru, 2e volet : Nuages Sombres      | 暗雲               | An'un (Nuages Noirs)                                              | 19 janvier 2017       |
| 491 | Les Chroniques de Shikamaru, 3e volet : Ciel ténébreux      | 闇雲               | Yamikumo (Imprudence)                                             | 26 janvier 2017       |
| 492 | Les Chroniques de Shikamaru, 4e volet : Suspicion           | 疑雲               | Utagai no kumo (Un nuage de suspicions)                           | 2 février 2017        |
| 493 | Les Chroniques de Shikamaru, 5e volet : L'Aurore            | 東雲               | Yoake (Aube)                                                      | 9 février 2017        |
| Les épisodes 489 à 493 vont ensemble. Shikamaru travaille désormais comme bras droit du 6e Hokage, Kakashi. Après une partie de shogi avec Ôonoki, le Tsuchikage, il profite de son temps libre pour s'entraîner. Lors d'une réunion du Conseil avec l'Alliance, il n'apporte aucune nouveauté, puis se fait sermonner et gifler par Temari, ayant l'impression que celui qu'elle aime lui cache quelque chose. Kakashi reçoit ensuite un message de Saï totalement étrange qui parle d'un certain Gengo. Pour mener à bien sa mission, Shikamaru est accompagné de Rô et Soku, deux membres de l'ANBU, et se rendent au pays du Silence. Arrivé sur place, le trio commence son enquête, mais Shikamaru découvre que Saï est manipulé par Gengo, et ce dernier le capture et l'enferme dans un cachot. Le maître de Shijima réussit à mettre Rô et Soku de son côté, mais le bras droit du Hokage découvre que les denrées ont le pouvoir de raviver les souvenirs, et que la voix de Gengo est un outil de manipulation. Il parvient à s'échapper, tente de s'en prendre au chef du pays du Silence, mais ses trois anciens camarades le neutalisent, jusqu'à ce que Chôji, Ino et Temari arrivent en renfort. Ino réussit à raisonner Saï, Chôji fait de même avec Rô, tout comme Temari avec Soku. Plus tard, les deux membres de l'ANBU aident Shikamaru à neutraliser Gengo, et celui-ci est arrêté. De retour à Konoha, Saï et Shikamaru invitent respectivement Ino et Temari à sortir. Note : Cet épisode clôt l'arc nouvel « L'Histoire Secrète de Shikamaru - Un Nuage flottant dans une Obscurité Silencieuse ». |                                                             |                    |                                                                   |                       |
| 494 | Naruto se marie                                             | ナルトの結婚       | Naruto no kekkon (Le mariage de Naruto)                           | 16 février 2017       |
| La nouvelle du mariage de Naruto et Hinata se répand comme une traînée de poudre à Konoha, ainsi que dans les autres villages ninjas de l'Alliance. Le 6e Hokage, Kakashi, confie une mission aux ninjas sous ses ordres : trouver le meilleur cadeau à offrir aux futurs mariés. Les meilleur(e)s seront sélectionné(e)s et pourront assister à la cérémonie. Note : Cet épisode débute l'arc nouvel « L'Histoire Secrète de Konoha - Le Jour parfait pour un Mariage ». |                                                             |                    |                                                                   |                       |
| 495 | La Quête Effrenée des Cadeaux de Mariage                    | フルパワー結婚祝い | Furupawā kekkon iwai (Un cadeau de mariage plein d'énergie)       | 16 février 2017       |
| L’équipe Gaï, dont Lee, Tenten et Gai Maito réfléchissent ensemble sur un somptueux cadeau et « plein d’énergie » à offrir au mariage de Naruto et Hinata. |                                                             |                    |                                                                   |                       |
| 496 | Vapeurs Enivrantes                                          | 湯けむりと兵糧丸   | Yukemuri to hyōrōga (Sources chaudes et Compléments alimentaires) | 23 février 2017       |
| Chôji semble avoir trouvé un cadeau de mariage pour Naruto et Hinata alors que, de son côté, Shikamaru n'a aucune idée de ce qu'il compte offrir aux futurs mariés. En croisant Temari, il lui parle d'un voyage de noces, et la kunoichi de Suna approuve l'idée. Il est accompagné par cette dernière afin de trouver un lieu idéal. Pendant ce temps, Sakura et Ino se disputent pour un porte-photo qu'elles comptent toutes deux offrir à Naruto et Hinata. Afin de déterminer laquelle des deux femmes est plus féminine que l'autre, Chôji les met à l'épreuve dans un duel gastronomique à la préparation de pilules du combattant. Cependant, le duel se termine sur un match nul, Chôji ayant fait de l'hyperglycémie en mangeant trop de sucre. Sakura et Ino se réconcilient, et les deux femmes décident de se mettre ensemble pour offrir un cadeau commun aux mariés. Pendant ce temps, Shikamaru finit par révéler la vérité à Temari concernant l'idée de voyage de noces, mais reçoit la «Lame du Vent» de sa part, ne lui ayant rien dit à ce sujet. |                                                             |                    |                                                                   |                       |
| 497 | Le Cadeau du Kazekage                                       | 風影の御祝         | Kazekage no oiwai (Le Cadeau de Mariage du Kazekage)              | 2 mars 2017           |
| Accompagné de ses frère et sœur aînés, Gaara se rend à Konoha pour participer à un nouveau conseil des cinq Kage. En attendant l'arrivée de la Mizukage, Lee et Tenten lui servent de guide et lui font visiter le village, tout en parlant du mariage de Naruto et Hinata et des cadeaux à leur offrir. Ils sont, plus tard, rejoints par Killer Bee, qui prétend que son frère, le Raikage, va danser pendant les noces. Temari croise Shikamaru, qui s'excuse auprès de cette dernière pour le malentendu et son comportement, et l'invite à dîner pour se faire pardonner. Après avoir discuté avec Iruka chez Ichiraku, Gaara prend la décision de ne pas offrir de cadeau aux futurs époux. |                                                             |                    |                                                                   |                       |
| 498 | La dernière mission                                         | 最後の任務         | Saigo no ninmu (La Dernière mission)                              | 9 mars 2017           |
| Shino récolte des informations sur les amis de Naruto et Hinata, et s'aperçoit que ces derniers ont trouvé leurs cadeaux de mariage à offrir aux futurs mariés. Il rejoint Kiba pour l'informer de la situation, puis les deux garçons rendent visite à Kurenaï pour lui demander conseil, et cette dernière leur suggère de l'alcool de miel comme idée de cadeau. Ils se rendent à Sora et font la rencontre de Tamaki, dont Kiba tombe amoureux. La jeune femme les guide vers une bambouseraie, mais les deux jeunes ninjas découvrent que cette forêt de bambous contient un barrière magique qui leur fait perdre le sens de l'orientation. Le manieur d'insectes tombe sur l'apiculteur, et souhaite lui acheter de l'alcool de miel, mais celui-ci ne veut pas d'argent et lui donne ce qu'il cherche. Kiba réussit à en sortir, mais Shino est en proie aux doutes, ce qui explique pourquoi il a du mal à retrouver son chemin. Décidant de suivre sa propre voie, il réussit, lui aussi, à sortir de la bambouseraie et rejoindre son équipier. De retour au village, Shino tombe sur Iruka, qui pense avoir trouvé la vocation de son ancien élève : l'enseignement. |                                                             |                    |                                                                   |                       |
| 499 | Casse-tête                                                  | 極秘任務の行方     | Gokuhi ninmu no Yukue (Les Résultats de la mission secrète)       | 16 mars 2017          |
| Le jour du mariage approche à grands pas, mais Kakashi se retrouve confronter à un problème : tous les amis de Naruto ne pourront pas assister à la cérémonie, car les invités seront choisis en fonction de la qualité et l'originalité de leurs cadeaux. De plus, la plupart sera également d'astreintes, car le village doit être sous surveillance pendant les noces. Konohamaru harcèle Iruka pour que ce dernier laisse un message filmé aux futurs mariés, mais le tuteur de Naruto n'a aucune inspiration. Hinata, Ino, Sakura et Tenten ont une discussion, mais la troisième faillit révéler la mission confiée par Kakashi, avant que la seconde ne l'interrompe à temps. Shizune parle du problème de Kakashi à Tsunade. Malheureusement, Hinata surprend une conversation entre Konohamaru et quelques uns de ses camarades, et se rend compte que son mariage avec Naruto pose problème, étant donné que tous leurs amis ne pourront pas assister à l'événement. Elle retrouve le Hokage qui la rassure en essayant de trouver une solution au problème. Iruka retrouve Hinata démoralisée, mais réussit à lui remonter le moral et à la faire rire en s'excusant au nom de Naruto de manière maladroite, croyant son élève être la cause de la tristesse de la jeune femme. Hinata lui explique la situation, et ce dernier en parle à Kakashi qui, grâce à lui, a une idée lumineuse : il demande à Gaara que des ninjas de Suna se chargent de la surveillance du village pendant la cérémonie, ce que le Kazekage approuve. |                                                             |                    |                                                                   |                       |
| 500 | Tous nos Vœux de Bonheur                                    | 祝いの言葉         | Iwai no kotoba (Félicitations)                                    | 23 mars 2017          |
| La veille de son mariage, Naruto vient rendre visite à son tuteur, Iruka, et lui propose d'aller boire un verre, mais celui-ci lui reproche de délaisser Hinata. En réalité, le jeune homme vient demander à son ancien professeur de jouer le rôle du père lors de la cérémonie. Touché et ému par sa demande, Iruka accepte sans l'ombre d'une hésitation et remercie son ancien élève. Le lendemain, Iruka rencontre Hinata et lui offre de quoi payer une partie de la cérémonie, mais la jeune femme refuse. Plus tard, il réussit à laisser un message vidéo aux futurs mariés, par le biais de Konohamaru. Tous les amis des mariés leur souhaitent des vœux de bonheur, de même qu’Orochimaru. Le jour du mariage arrive et des couples se sont formés : Shikamaru avec Temari et Ino avec Saï. Sakura se retrouve seule de son côté, mais reçoit un message de Sasuke qui adresse ses félicitations aux mariés. Ce dernier étant toujours en voyage… De leur côté, Naruto adresse à nouveau ses respects à Minato dont le visage est représenté parmi les statues de pierre, tout comme il l’avait fait en étant tout jeune. Et Hinata reçoit la bénédiction de son père Hiashi venu, assisté de Hanabi. Le mariage de Naruto et Hinata est sur le point de commencer... Note : Ce dernier épisode clôt l'arc nouvel « L'Histoire Secrète de Konoha - Le Jour parfait pour un Mariage ». |                                                             |                    |                                                                   |                       |